# Sankt Veit im Pongau
Sankt Veit im Pongau, St. Veit im Pongau – uzdrowiskowa gmina targowa w Austrii, położona w kraju związkowym Salzburg, w powiecie St. Johann im Pongau. Liczy 3631 mieszkańców (1 stycznia 2015).

## Współpraca
Miejscowość partnerska:
- Müllendorf, Burgenland